# Vier Minuten
Vier Minuten (2006) ist ein Spielfilm des deutschen Regisseurs und Produzenten Chris Kraus mit Monica Bleibtreu und Hannah Herzsprung in den Hauptrollen, der von der Firma Kordes & Kordes Film GmbH produziert wurde. Der Film wurde 2023 mit 15 Jahre fortgesetzt.

## Handlung
Seit vielen Jahren gibt Pianistin Traude Krüger Klavierunterricht im Frauengefängnis Luckau. Dort trifft sie auf die 20-jährige Jenny, wegen Mordes verurteilt, verschlossen, unberechenbar, aggressiv und musikalisch hochbegabt. Traude bietet Jenny an, sie als Schülerin aufzunehmen unter der Bedingung, dass sie am Wettbewerb Jugend musiziert teilnimmt. Jenny zeigt wenig Interesse an dem Wettbewerb, akzeptiert aber nach längerem Widerstand Traudes Bedingungen.

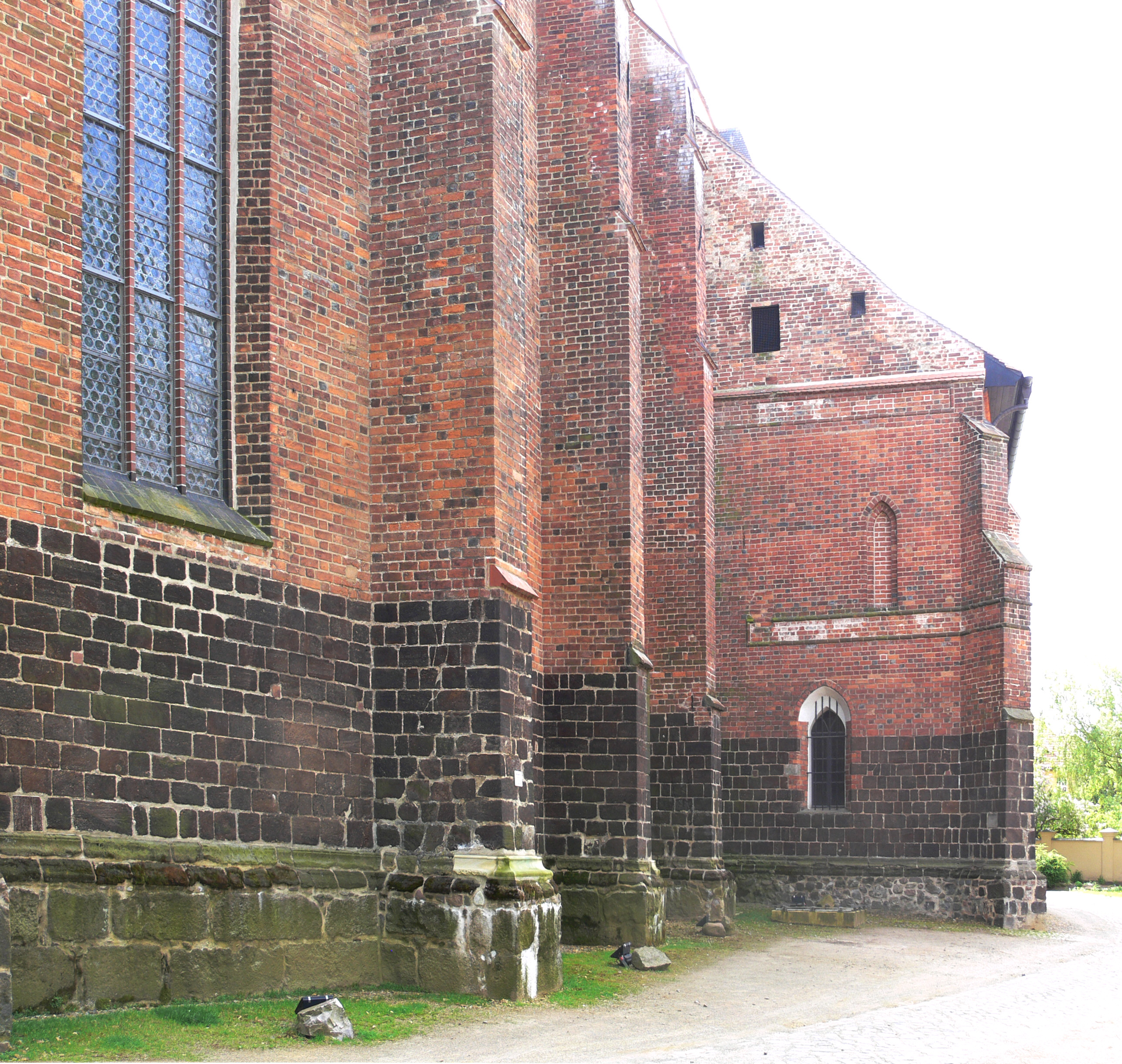
Drehort Luckau Nikolaikirche

Stück für Stück erfährt man die Lebensgeschichten der beiden Frauen. Jenny wurde durch ihren Vater missbraucht; sie selbst ist danach ausgerastet und hat die Schuld an einem Mord, den ihr Liebhaber begangen hat, auf sich genommen. Sie wurde zu langjähriger Haft verurteilt; ein Kind hat sie durch das Verschulden von Gefängnispersonal und Ärzten bei der Geburt verloren. Von den Aufsehern wird sie schikaniert und von den Mithäftlingen drangsaliert. Sie reagiert darauf mit brutalen Gewaltausbrüchen, Selbstverletzungen und Kauen an den Fingernägeln. Traude war während des Kriegs Krankenschwester, hatte eine lesbische Beziehung zu einer Kollegin, die sie an die SS verraten hat. Ihr Schicksal erfährt der Zuschauer durch Rückblenden, in denen ihre glücklichen und ihre traumatischen Erinnerungen aufflackern.
Jenny liebt den Jazz, „Negermusik“, wie er von Traude verächtlich genannt wird, und hasst klassische Musik, in der sie seit ihrer Kindheit von ihrem ehrgeizigen Vater gedrillt wurde. Trotz vieler Hürden und Rückschläge nähern sich die beiden Frauen langsam einander an, und Jenny lässt sich auf die harte, unnachsichtige Schule ihrer Lehrerin ein. Jenny erreicht zwar das Finale des Wettbewerbs, der Gefängnisdirektor erteilt ihr jedoch keine Erlaubnis zur Teilnahme, und nur durch ein Komplott zwischen der Lehrerin und einem Wärter kann sie aus der Haftanstalt geschmuggelt werden. Die Schlussszene zeigt Jennys Auftritt im Wettbewerb, der die titelgebenden vier Minuten dauert. Allerdings spielt sie nicht das Schumann-Stück, das sie eingeübt hat, sondern nach wenigen Takten verfällt sie in eine eigene, wilde Musik, bei der der Flügel als Schlagzeug eingesetzt wird, Jenny laute Cluster in die Tasten hämmert und die Saiten des Flügels in ihre Performance einbezieht. Das Publikum bleibt zunächst stumm, bricht dann aber in lauten Beifall aus. Inzwischen wurde ihre Flucht bemerkt; schwerbewaffnete Polizisten stürmen das Opernhaus und verhaften Jenny, als sie vor der zuschauenden Traude einen vollendeten 'Knicks' ausführt und ihr damit Respekt und Freundschaft zeigt.

## Produktion
Chris Kraus hat acht Jahre am Drehbuch gearbeitet. Die Hauptfigur ist inspiriert von einer Frau, die er in seiner Jugend kannte. Er beschreibt sie als „eine alte Dame, streng, preußisch, unvorstellbar hemdsärmelig“. Der Film zeigt die Widmung „Für Gertrud Krüger (1917–2004)“.
Das Budget des Films betrug 1,4 Millionen Euro. Beim Casting behauptete die 25-jährige Schauspielerin Hannah Herzsprung wahrheitswidrig, gut Klavier spielen zu können. Sie begann daraufhin sofort, Klavierspielen zu lernen. Die Aufnahmen ihrer Hände beim Spielen wurden trotzdem teilweise gedoubelt. Monica Bleibtreu trug eine Alterungsmaske aus Latexgummi und dicke Brillengläser.
Obgleich Musik „ein tragendes Element“ des Films ist, hatte Kraus erst drei Wochen vor Drehbeginn für das Konzert der Schlussszene unter den eingereichten Arbeiten eine geeignete Komposition entdeckt. Ausgehend von Schumanns Klavierkonzert a-Moll op. 54 hat die Komponistin Annette Focks ein vierminütiges Stück geschaffen, das nicht nur „pianistisch schwierige Passagen“ enthält, sondern „unerhört, explosiv“ im Rhythmus Jennys Gefühlswelt und deren finalen Befreiungsschlag musikalisch beschreibt.
Die Filmszenen im Gefängnis wurden in der kurz zuvor geschlossenen Haftanstalt Luckau gedreht. Die Außenszenen der im Film genannten „Deutschen Oper“ entstanden vor der Staatsoper Stuttgart, ebenso die Szenen im Foyer, die weiteren Innenszenen im Oldenburgischen Staatstheater.

## Rezeption
Der Film war bereits Ende 2005 fertiggestellt, zunächst jedoch weder von der Berlinale noch von Verleihern angenommen, bis er 2006 auf dem Internationalen Filmfestival Shanghai gezeigt und als bester Film ausgezeichnet wurde. Erst danach wurde Vier Minuten auch in Deutschland zum Erfolg. Nach dem Kinostart am 1. Februar 2007 wurden hier bis Ende 2008 etwa 485.000 Zuschauer erreicht. Der Film hatte weltweit in mehr als zwanzig Ländern Kinostarts und erzielte in Europa insgesamt über eine Million Zuschauer sowie weltweite Kinoeinnahmen in Höhe von über neun Millionen US-Dollar. Besonders erfolgreich lief er dabei in Italien und Frankreich mit jeweils über 160.000 sowie in Spanien mit über 144.000 Kinobesuchern.

### Kritiken
„Vitales Drama um die Entwicklung von Menschen, die lernen, sich nach alten Verwundungen aus ihrer inneren Verkapselung zu befreien. Dank der brillanten Hauptdarstellerinnen sowie der furiosen visuellen Gestaltung ein herausragender Film von fast physischer Intensität“

„Im Duo gleichen Hannah Herzsprung und Monica Bleibtreu manche Unebenheit des Drehbuchs durch ihr nuancenreiches Spiel aus und entwickeln eine im deutschen Kino rare emotionale Intensität.“

„Was auf den ersten Blick so deutsch-autorenfilm-unchic aussieht, erweist sich als ein atemberaubendes Tauziehen zweier nahezu tödlich verletzter Seelen, wie wir es lange nicht gesehen haben.“

## Auszeichnungen
Der Film gewann eine Vielzahl internationaler Auszeichnungen (Auswahl).
2004
- Baden-Württembergischer Drehbuchpreis

2006
- Internationales Filmfestival Shanghai
  - Jin Jue Award (Bester Spielfilm)
- Bayerischer Filmpreis
  - Beste Hauptdarstellerin (Monica Bleibtreu)
  - Beste Nachwuchsdarstellerin (Hannah Herzsprung)
  - Bestes Drehbuch
- VGF-Nachwuchsproduzentenpreis
- Bester Spielfilm beim Reykjavík International Film Festival
- Goldener Biber (28. Biberacher Filmfestspiele)
  - Bester Film
  - Publikumspreis
- Goldener Heinrich (20. Internationales Filmfest Braunschweig)
  - Publikumspreis
- Bestes Szenenbild (Silke Buhr) bei den 40. Internationalen Hofer Filmtagen

2007
- New Faces Award
  - Beste Nachwuchsdarstellerin (Hannah Herzsprung)
- Deutscher Filmpreis
  - Filmpreis in Gold als bester Spielfilm
  - Beste darstellerische Leistung – weibliche Hauptrolle (Monica Bleibtreu)
- Undine Award
  - Beste jugendliche Hauptdarstellerin in einem Kinospielfilm (Hannah Herzsprung)
- Hamptons International Film Festival
  - Rising Star Award (Hannah Herzsprung)
  - Publikumspreis
- Sofia International Film Festival
  - Beste Regie (Chris Kraus)
- Deutscher Kamerapreis
  - Bester Schnitt (Uta Schmidt)

2008
- Shooting Star 2008 (Hannah Herzsprung)
- Rencontres Cinématographiques de Cannes
  - Publikumspreis
- Festival international Musique et Cinéma in Auxerre
  - Beste Darstellerin (Monica Bleibtreu und Hannah Herzsprung)